# Distretto di Qašyr
Il distretto di Qašyr (in kazako: Қашыр  ауданы) è un distretto (audan) del Kazakistan con  capoluogo Qašyr.